# L'Élixir de longue vie
L'Élixir de longue vie est une nouvelle fantastique d’Honoré de Balzac. Cette version du mythe de Don Juan paraît en prépublication dans La Revue de Paris, en 1830, sous le titre de Festin et Fin, puis en 1846 dans l’édition Furne. Elle figure dans les Études philosophiques de La Comédie humaine.
C'est un des premiers textes signés du nom de l’auteur, Honoré de Balzac, et un des moins connus du grand public, comme le regrette Bernard Guyon. Le texte semble artificiellement rattaché aux Études philosophiques par un « avis au lecteur » un peu plaqué. On y voit très nettement l'influence d’Ernst Theodor Amadeus Hoffmann et de ses Élixirs du diable que Balzac a certainement lus,.

## Résumé
Dans un palais de Ferrare, le jeune Don Juan et le prince de la maison d'Este sont réunis pour un festin accompagné de sept jeunes et jolies courtisanes. Les jeunes gens discutent et Don Juan se plaint à sa compagnie de la longévité de son père, Bartholoméo Belvidéro, un richissime nonagénaire qui lui a toujours permis de vivre dans un grand luxe et sans jamais rien lui interdire. 
Lorsqu'on les interrompt pour prévenir le jeune homme que le vieillard est mourant, Don Juan se rend au chevet de son père qui lui révèle alors être en possession d'une fiole contenant un liquide qui permettra de le ressusciter. Cela nécessite cependant l'aide de son fils qui doit le frictionner tout entier après sa mort. Devant le cadavre de son père, Don Juan ne parvient pas à se soumettre à cette dernière volonté. De ce fait, les servants commencent l'embaumement du corps. Le soir venu, Don Juan se décide à imbiber d'élixir l'œil de son père qui reprend aussitôt vie. Stupéfait par l'action de ce mystérieux liquide, Don Juan décide de crever l'œil de son père, commettant ainsi un parricide. Pour ne pas éveiller de soupçons, il enterre son père avec tout le faste permis et fait poser une statue majestueuse sur la tombe du défunt.
Don Juan devient richissime et véritablement puissant ; il peut donc librement s'adonner aux plaisirs de la vie et à la conquête des plus hautes sociétés. Il acquiert une grande popularité auprès de la société mondaine et même du pape ; il conservera toute sa vie la fiole pour assurer sa propre résurrection. Quand il devient, à son tour, un homme vieux et vulnérable, il se retire dans un château non loin de la ville de San Lucar et épouse une jeune Andalouse dévouée et gracieuse, du nom de Dona Elvire. Tout l'inverse de son père, le fils de Don Juan, Philippe Belvidéro, est vertueux et pieux, et Dona Elvire et lui prennent soin du vieillard jusqu'à son dernier jour. 
Don Juan, sentant la mort approcher, fait appeler son fils et lui demande, à son tour, la même faveur que son père des années auparavant, mais sans pour autant lui révéler les vertus du contenu de la fiole. Philippe exécute les instructions de son père et donne peu à peu vie à son visage puis à son bras droit avec lequel il étrangle le jeune homme qui lâche la fiole, laissant s'échapper le précieux liquide. En quelques instants, une foule s'amasse autour du corps du vieillard qui a récupéré son visage de jeune homme. Tous les ecclésiastiques et autres témoins prennent la décision de canoniser Don Juan. Lors de son enterrement, Don Juan prononce des injures blasphématoires et sa tête tue un abbé en se détachant de son corps possédé par le diable.

## Commentaire
La nouvelle se termine sur un enterrement satanique et meurtrier, aboutissement d'une vie dissolue. Ce n’est pas sa seule particularité, car l’auteur intervient à deux reprises dans le récit : d’abord dans l’introduction, après le parricide ; ensuite, à la fin, quand il amorce une réflexion sur ce qu’il appelle lui-même un mythe, et qu’il laisse le lecteur poursuivre par lui-même.
Cette œuvre est exceptionnellement une œuvre fantastique tout comme La Peau de chagrin, roman publié en 1831.